# 索米尔区
索米尔区（法語：Arrondissement de Saumur）是法国曼恩-卢瓦尔省所辖的一个区。总面积1967.98平方公里，总人口134943，人口密度69人/平方公里（2017年）。主要城镇为索米尔。

## 辖区
索米尔区辖有54个市镇。